# Almacenista (marco de Jerez)

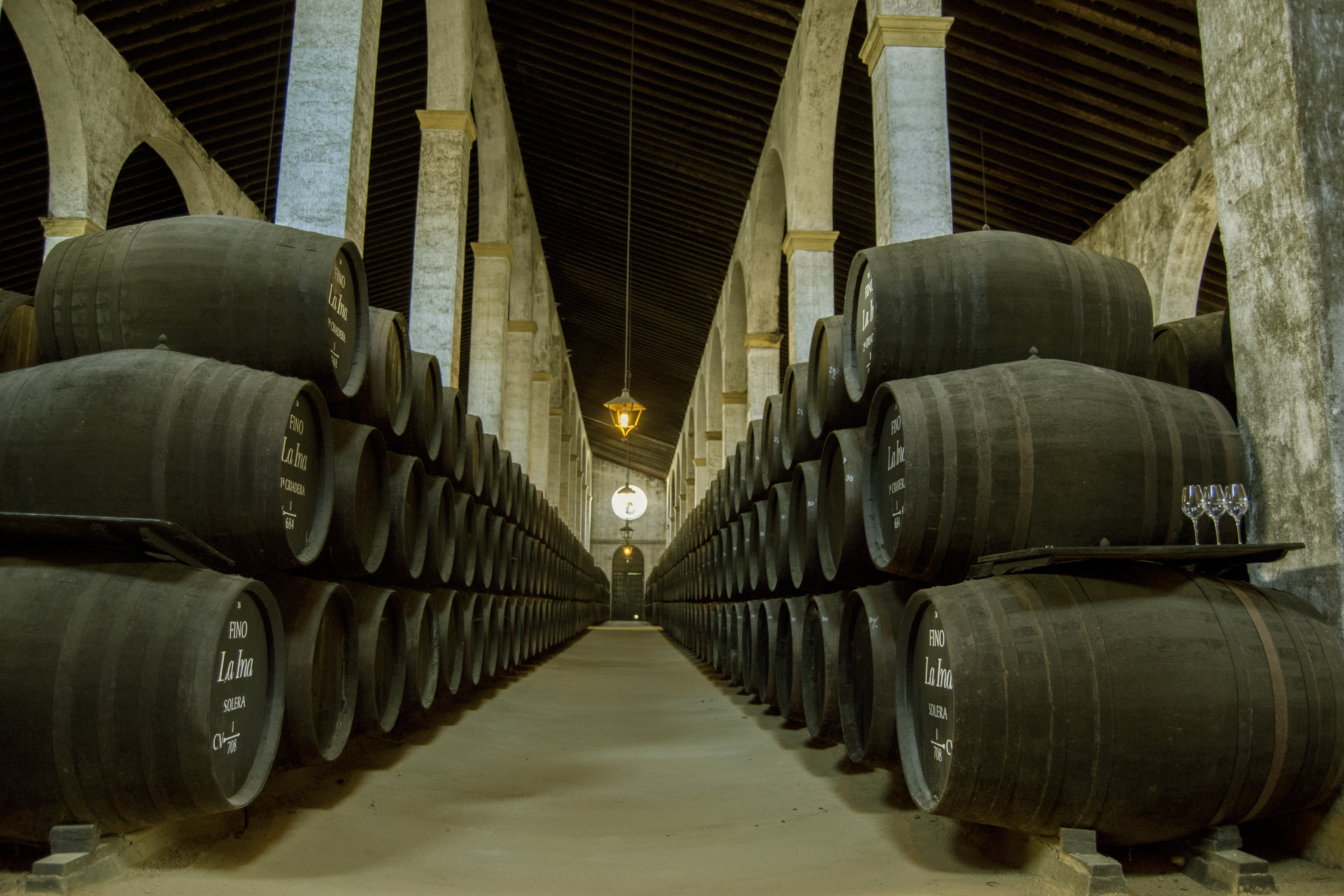
Vista de las bodegas Lustau. Lustau fue primitivamente un almacenista que en los años cincuenta del pasado siglo se decidió a comercializar directamente sus caldos.

En el marco vitívinícola de Jerez, se conoce tradicionalmente como almacenista al empresario que se dedica a la elaboración y envejecimiento del vino a partir de la uva que le proporcionan los cosecheros en unos casos, o a partir del mosto en otros. El proceso de producción puede durar entre cuatro y seis años y que una vez terminado, es vendido al exportador o también denominado extractor. 
Los extractores, que incluyen a las grandes bodegas de Jerez, combinan y clasifican los vinos y disponen de una red comercial en el exterior y son los encargados de su comercialización. Los almacenistas solían suministrar solo una parte de la producción de las bodegas comercializadoras, el denominado cupo, cuando así lo necesitaban estas.
Se llegaron a contar más de 130 almacenistas activos en el marco de Jerez, en el momento más álgido de esta forma de producción. Sin embargo la estructura productiva del sector en esta área ha ido cambiando porque una parte de los almacenistas se han lanzado a comercializar de forma directa al público sus caldos y por otra las grandes bodegas que se suministraban de los almacenistas, acumulan ahora vinos añejos y han ido prescindiendo de los almacenistas. Dentro de los almacenistas tradicionales que pasaron a expedidores y se han introducido en el  mundo de la comercialización, destacan Pilar Aranda, el Maestro Sierra, Gaspar Florido, almacenista entre su fundación en 1942 y 1997 y Lustau, que se creó en 1896 y pasó a comercializar su marca en los años cincuenta del siglo XX.